# Offentlig försvarare
Offentlig försvarare är en jurist som får ersättning av allmänna medel för att lämna rättsligt biträde till någon som är misstänkt eller åtalad för brott.

## Sverige

### Rätt till offentlig försvarare
Den som är misstänkt för ett brott har rätt att anlita en försvarare som biträder honom eller henne under förundersökningen och inför domstolen. Det finns emellertid inte någon absolut rätt att få ersättning av allmänna medel för kostnaden.
Om den misstänkte är anhållen eller häktad, ska en offentlig försvarare alltid förordnas om den misstänkte begär det. Detsamma gäller för den som är misstänkt för ett brott med en minimipåföljd på sex månaders fängelse. 
Offentlig försvarare ska också utses 
- om den misstänkte är i behov av försvarare med hänsyn till utredningen om brottet,
- om försvarare behövs med hänsyn till att det är tveksamt vilken påföljd som ska väljas och det finns anledning att döma till annan påföljd än böter eller villkorlig dom eller sådana påföljder i förening, eller
- om det i övrigt föreligger särskilda skäl med hänsyn till den misstänktes personliga förhållanden eller till vad målet rör.[1]

En offentlig försvarare kan i dessa fall förordnas till och med mot den misstänktes vilja. Den misstänkte kan å andra sidan bli tvungen att klara sig utan försvarare eller att själv betala för en privat försvarare även i fall då han eller hon kan komma att dömas till fängelse. När misstanken rör ett allvarligt brott utses emellertid så gott som alltid en offentlig försvarare.
Att det inte föreligger något hinder mot att förordna en av den tilltalade utsedd privat försvarare till offentlig sådan trots att ett byte av offentlig försvarare tidigare hade vägrats framgår av Högsta domstolens beslut publicerat som NJA 2012 s. 43. Den tilltalade var i behov av försvarare och det framstod som lämpligt att den privata försvararen förordnades.

### Vem som utses till offentlig försvarare
Som regel kan endast en advokat utses till offentlig försvarare. I undantagsfall kan även en annan jurist komma ifråga. Om den misstänkte har föreslagit någon, som är behörig att vara offentlig försvarare, ska den personen förordnas om det inte finns särskilda skäl mot det.
De advokater som anmäler till domstolen att de ställer upp som offentliga försvarare tilldelas i allmänhet uppdragen i turordning i de fall där den misstänkte inte har något särskilt förslag eller domstolen bedömer att hans eller hennes begäran inte kan beviljas. En åtalad som mister förtroendet för sin offentlige försvarare kan ansöka om att få en ny offentlig försvarare utsedd. Någon absolut rätt att få försvararen utbytt finns dock inte. Den offentlige försvararens förordnande kan återkallas även av andra skäl, till exempel därför att det inte längre finns något behov av offentlig försvarare eller att han eller hon allvarligt misskött sitt uppdrag.

### Kostnaden för offentlig försvarare
Den offentlige försvararen har rätt till skälig ersättning av allmänna medel för arbete, tidsspillan och utlägg som uppdraget har krävt. Ersättningen får dock endast om det finns särskilda skäl avse de merkostnader för tidsspillan och utlägg som har uppstått på grund av att försvararen har sin verksamhet långt ifrån den ort där domstolen är belägen. Ersättningen för arbete ska bestämmas med utgångspunkt i den tidsåtgång som är rimlig med hänsyn till uppdragets art och omfattning och med tillämpning av en timkostnadsnorm som regeringen fastställer. Timersättningen får avvika från timkostnadsnormen, om den skicklighet och den omsorg som uppdraget utförts med eller andra omständigheter av betydelse ger anledning till det. En offentlig försvarare får inte ta emot ersättning av den misstänkte annat än avseende tidsspillan och utlägg som inte omfattas av rätten till ersättning av allmänna medel.
Domstolsverket fastställer den taxa som ska tillämpas vid bestämmande av ersättningen i vissa fall (brottmålstaxan) samt meddelar föreskrifter om beräkning av ersättningen för tidsspillan. Det händer att Justitiekanslern överklagar advokatnotorna. http://www.svd.se/nyheter/inrikes/advokatnotor-granskas-av-jk_434171.svd
Den tilltalade är i princip skyldig att ersätta staten för kostnaden för offentlig försvarare, om han eller hon döms för brottet. I regel är den tilltalade emellertid inte skyldig att betala mer än vad han eller hon skulle ha fått betala i rättshjälpsavgift vid rättshjälp enligt rättshjälpslagen (1996:1619). Betalningsskyldigheten ska alltså anpassas till den tilltalades ekonomiska förhållanden. Det är därför vanligt att hela kostnaden stannar på staten.